# Coprincipat parlamentari
El coprincipat parlamentari és el terme emprat per la constitució d'Andorra per referir-se a la forma de govern de l'Estat andorrà. Aquest terme—així com el terme coprincipat constitucional— fan referència a una monarquia constitucional, en què, tanmateix, hi ha dos individus que de manera conjunta i indivisible són el cap d'Estat i que constitucionalment i històrica es coneixen com a coprínceps d'Andorra. Com les monarquies constitucionals, els poders del cap d'Estat del coprincipat constitucional són limitats i sobretot cerimonials, mentre que l'estructura de govern es basa en la democràcia parlamentària, amb un cap de govern que en la pràctica dirigeix la potestat executiva i que és elegit pel parlament.